# Quebrada Bonita Adentro
Quebrada Bonita Adentro se ubica en la provincia de la Provincia de Colón, al noreste del país, a 40 km al noroeste de Panamá, la capital. La Quebrada Bonita Adentro se ubica a 113 metros sobre el nivel del mar  y tiene 1.807 habitantes.
La tierra alrededor de la Quebrada Bonita Adentro es bastante montañosa en el noroeste, pero en el sureste es plana. El punto más alto de la zona es de 253 metros de altura y 2,0 km al noreste de la Quebrada Bonita Adentro. Hay alrededor de 149 personas por kilómetro cuadrado alrededor de la Quebrada Bonita Adentro relativamente escasamente poblada. La ciudad más grande más cercana es Chilibre a 18,7 km al sureste de Quebrada Bonita Adentro. El campo alrededor de la Quebrada Bonita Adentro está casi completamente cubierto. En la región alrededor de la Quebrada Bonita Adentro, las islas son inusualmente comunes.